# Roger Gerhardy
Roger Gerhardy OSA (* 4. Juni 1944 in Lindau am Harz als Wilhelm Gerhardy; † 4. August 2014 in München) war ein deutscher Ordenspriester, Journalist und Publizist. Gerhardy war von 1999 bis 2008 Direktor des Instituts zur Förderung publizistischen Nachwuchses e.V. (ifp) in München. Er war Prior des Augustinerklosters Maria Eich in Planegg bei München.

## Leben
Gerhardy trat nach seinem Abitur am Johann-Philipp-von-Schönborn-Gymnasium im unterfränkischen Münnerstadt 1964 der Ordensgemeinschaft der Augustiner in Fährbrück bei Würzburg bei, nahm den Ordensnamen Roger an und studierte von 1965 bis 1971 Philosophie und Theologie an der Julius-Maximilians-Universität Würzburg. 1971 empfing er in Würzburg die Priesterweihe.
Bereits als Student gab er die Zeitschrift Das Podium heraus. Gerhardy war Volontär bei der Wochenzeitung Deutsche Zeitung/Christ und Welt in Stuttgart. 1973 wurde Gerhardy Redakteur und 1974 Chefredakteur der vom Augustinerorden in Würzburg herausgegebenen Monatszeitschrift Maria vom guten Rat.
Von 1999 bis 2008 leitete er die katholische Journalistenschule (ifp) in München. Bis zu seinem Tod war er in dem Institut und leitete Besinnungswochenenden für Volontäre und Stipendiaten. Gerhardy war Mitglied des Trägervereins der ifp und Beiratsmitglied der KNA-Promedia-Stiftung, die sich für die Förderung des journalistischen Nachwuchses einsetzt.
Außerdem arbeitete er als freier Mitarbeiter für den Bayerischen Rundfunk, Zeitschriften und Zeitungen. Gerhardy veröffentlichte auch mehrere Bücher und schrieb Reportagen aus Lateinamerika, Afrika, dem Vorderen Orient und europäischen Ländern. Für die Radioredaktion des Sankt Michaelsbundes war er viele Jahre Autor geistlicher Impulse. Zudem war er als Fotograf, Bergführer und Reisegeschichtenerzähler engagiert.
2011 wurde Gerardy Prior des Augustinerkonvents und Kurat der Wallfahrt „Maria Eich“ in Planegg bei München. Die Freisinger Bischofskonferenz ernannte P. Roger Gerhardy 2011 zum Geistlichen Beirat des Verbands KKV Katholiken in Wirtschaft und Verwaltung, Landesverband Bayern.
Roger Gerhardy starb im August 2014 im Alter von 70 Jahren an den Folgen eines Krebsleidens auf der Palliativstation des Krankenhauses der Barmherzigen Brüder in München.

## Schriften
- Der Tanz zwischen den Zeiten: Reportagen aus der Mission in Zaire. Augustinus-Verlag, Würzburg 1995, ISBN 3-7613-0180-4; Echter, Würzburg 1995, ISBN 978-3-429-04136-6
- Vorwiegend heilig: von Menschen, die ihre Sache mit Gott auf den Punkt brachten. Augustinus-Verlag, Würzburg 1989, ISBN 3-7613-0157-X; Echter, Würzburg 1989, ISBN 978-3-429-04115-1
- Hrsg.: Kleine Geschichten aus Franken. Engelhorn, Stuttgart 1990, ISBN 3-87203-096-5
- Hrsg.: Kleine Geschichten für Bergfreunde. Gesammelt von Stefan Frühbeis und Roger Gerhardy. Engelhorn, Stuttgart 1991, ISBN 3-87203-108-2
- Institut zur Förderung publizistischen Nachwuchses / Deutscher Presserat (Hrsg.): Ethik im Redaktionsalltag. Reihe Praktischer Journalismus Band 63. UVK-Verlags-Gesellschaft, Konstanz 2005, ISBN 978-3-89669-469-0
- Viele Gründe, katholisch zu sein. Verlag Sankt Michaelsbund, München 2011, ISBN 978-3-939905-94-3